# 아폰수 2세 (포르투갈)
아폰수 2세(포르투갈어: Affonso, 갈리시아포르투갈어: Alfonso 또는 Alphonso, 라틴어: Alphonsus, 1185년 4월 23일 ~ 1223년 4월 23일)는 비만왕(o Gordo)과 나병왕(o Gafo)이라는 별칭을 지닌 3대 포르투갈의 왕이며, 산슈 1세와 아라곤의 둘스의 유일하게 살아남은 아들이다. 1211년 3월 27일에 아버지의 뒤를 이어 왕위에 올랐다.

## 재위

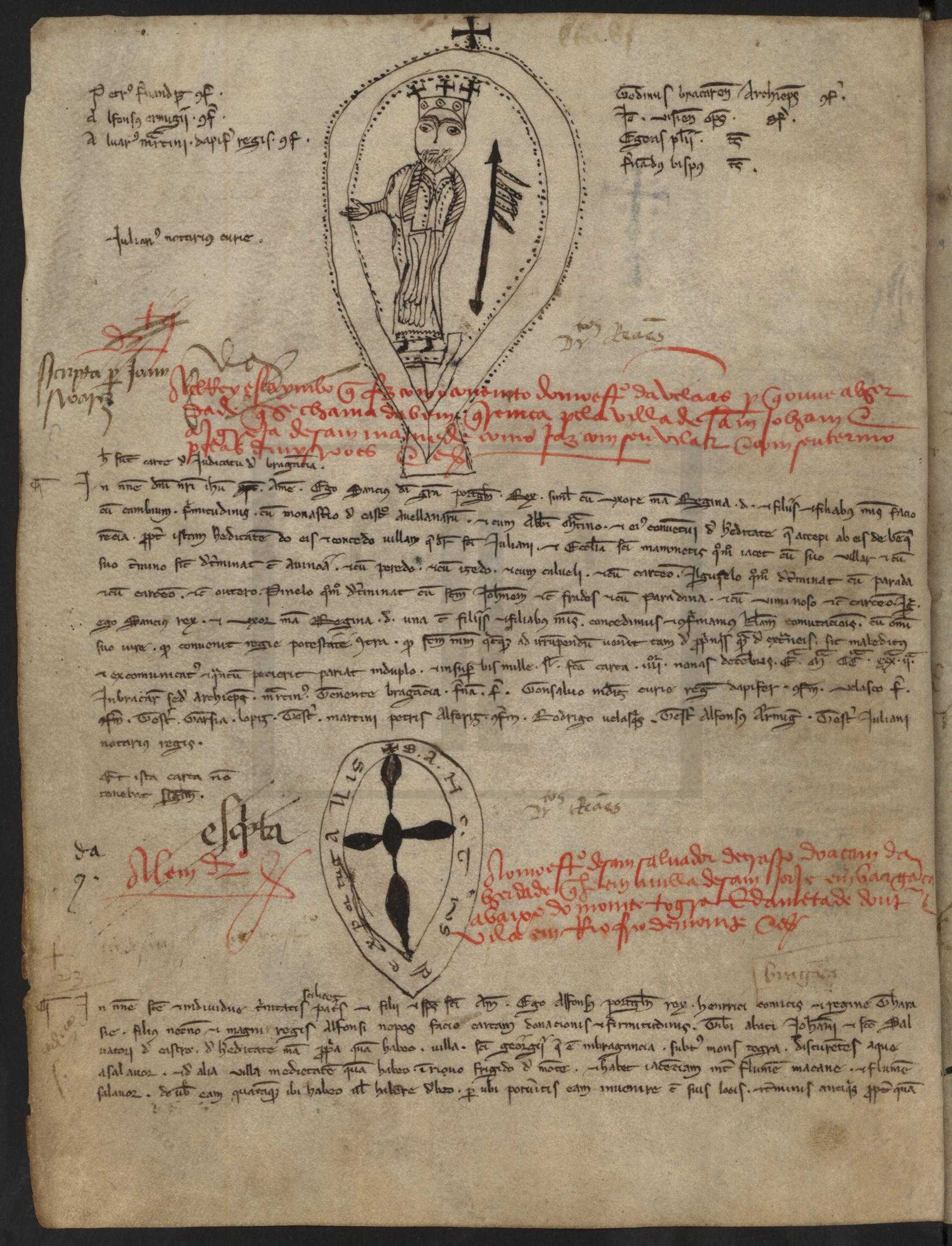
13세기 필사본에 묘사된 아폰수 2세.

왕위에 오른 아폰수 2세는 행정에 대한 다른 접근을 하였다. 이때까지, 그의 아버지 산슈 1세 그리고 조부 아폰수 1세는 인접한 카스티야 왕국이나 남쪽의 무어인들에 대한 군사적 문제에 대부분의 관심을 두었었다. 아폰수는 영토 확장 정책을 추구하지 않고 재위 기간 카스티야와 평화를 확보하는 데 집중했다. 그럼에도, 일부 도시들이 귀족들이나 성직자들의 개인적 주도를 통해서 무어인들한테 정복되기도 했는데 예시로 소에이루 비에가스 주교가 알카세르 두 살 정복을 해냈다. 그렇다고 해서 이것이 국왕이 약하거나 어떤 겁쟁이었다는 것을 의미하지 않는다. 대신에 그의 재위 초반은 아폰수와 그의 형제 자매 간의 내부 분쟁들이 두드러졌다. 아폰수는 친족들을 추방하는 방법을 통해 포르투갈 국경을 안정시켜 냈다.
군사적 문제들이 정부 우선 사항이 아니게 된 이후로, 아폰수는 국가 행정 기관을 설치하고 자신에게로 권력을 집중시켰다. 그는 포르투갈 최초의 성문법 제정을 계획했다. 이런 행위들은 사유재산, 민법, 화폐 주조 등과 주로 관련되어 있었다. 아폰수는 또한 이베리아반도 밖의 유럽 왕국들에 대표단을 보냈으며 이들과 우호적인 경제 관계를 형성하기 시작했다.
다른 개혁 내용들에는 교황과 관련된 항상 까다로운 문제들이 있었다. 포르투갈의 독립을 교황으로부터 공인을 받기 위해서, 그의 조부 아폰수 1세는 교회에 대한 엄청난 수의 특권들을 제정해야만 했다. 이 특권들은 결국에 나라 안에 나라를 만들어내기에 이르렀다. 국가로서 포르투갈의 입지가 확고히 자리잡으면서, 아폰수 2세는 성직자들의 힘을 약화시키고 로마 가톨릭교회의 거대한 재산 일부를 국가 주도 공익 사업으로 이용하려 하였다. 이 행위들은 교황과 포르투갈 간의 심각한 외교 분쟁으로 이어졌다. 교황 호노리오 3세한테 교회에 물의를 일으킨 혐으로 파문당한, 아폰수 2세는 교회에 보상을 하겠다고 약조했지만, 이에 대한 진지한 시도를 벌이기 전에 그는 1223년 3월 25일 코임브라에서 사망하고 말았다.
아폰수 국왕은 본래 코임브라의 산타 크루즈 수도원에 묻혀 거의 10년간을 있었다. 그의 유해는 그 뒤에 그가 유언으로 남기기도 했었던 알코바사 수도원으로 이장되었다. 그와 그의 아내인 우라카 왕비는 수도원의 왕가 합사전에 묻혔다.

## 혼인과 자녀
1206년에, 그는 카스티야의 알폰소 8세와 잉글랜드의 엘레노어의 딸인 우라카와 혼인했다. 이들 부부는 레온의 알폰소 6세의 후손이기도 했다. 이 사이에서 태어난 자녀들을 다음과 같다:
- 산슈 2세 (1207년 9월 8일 – 1248년 1월 4일) - 포르투갈 왕[8][9]
- 아폰수 3세 (1210년 5월 5일 – 1279년 2월 16일) - 포르투갈 왕[8][10]
- 리우노르 (1211년–1231년) - 덴마크 왕비[11][9]
- 페르난두 (1218년–1246년)[12] - 세르파 영주[9]

혼외자 사이에서, 그는 사생아 둘을 두었다:
- 주앙 아폰수 (1234년 10월 9일 사망) - 	알코바사 수도원에 매장[13]
- 페드루 아폰수 (1249년 이후 사망) - 형제인 아폰수 국왕과 1249년 파루 정복 때 동행했다. 콘스탄사 페르스 (Constança Peres)라는 사생녀가 있었다.[13]

## 참고 문헌
- Caetano de Souza, Antonio (1735). 《Historia Genealógica de la Real Casa Portuguesa》 (PDF) (포르투갈어) I. Lisbon: Lisboa Occidental, na oficina de Joseph Antonio da Sylva. ISBN 978-84-8109-908-9.
- Carvalho Correia, Francisco (2008). 《O Mosteiro de Santo Tirso de 978 a 1588: a silhueta de uma entidade projectada no chao de uma história milenária》 (포르투갈어). Santiago de Compostela: Universidade de Santiago de Compostela: Servizo de Publicacións e Intercambio Científico. ISBN 978-84-9887-038-1. 2016년 3월 3일에 원본 문서에서 보존된 문서. 2023년 1월 5일에 확인함.
- Rodrigues Oliveira, Ana (2010). 《Rainhas medievais de Portugal. Dezassete mulheres, duas dinastias, quatro séculos de História》 (포르투갈어). Lisbon: A esfera dos livros. ISBN 978-989-626-261-7.
- Sotto Mayor Pizarro, José Augusto (1997). 《Linhagens Medievais Portuguesas: Genealogias e Estratégias (1279–1325)》 (포르투갈어). Oporto: Doctorate thesis, author's edition. hdl:10216/18023.

| 아폰수 2세 (포르투갈) 보르고냐가 카페 왕조의 방계 가문출생: 1185년 4월 23일 사망: 1223년 3월 25일 |                             |               |
| 작위                                                                                              |                             |               |
| 이전 산슈 1세                                                                                     | 포르투갈 국왕 1211년–1223년 | 이후 산슈 2세 |